# Andrássytelep

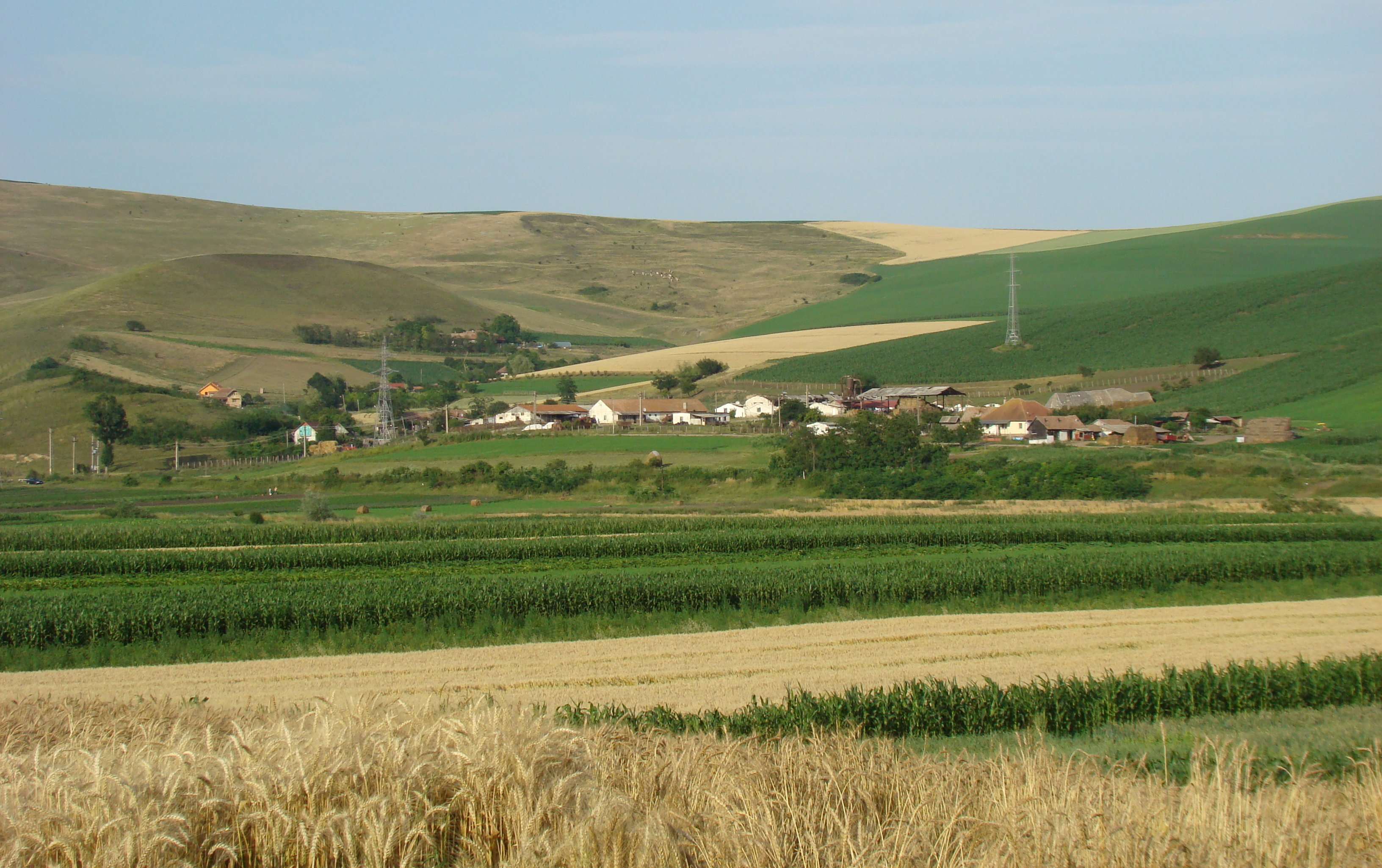

Andrássytelep (románul: Roșiori, 1945-ig Colonia Andrássy) falu Romániában, Erdélyben, Maros megyében.

## Nevének eredete
Magyar nevét a terület egykori birtokosáról, az Andrássy családról kapta, románul pedig Ion Alexandrescu helyi tanító szülőhelye, Roșiorii de Vede után nevezték el.

## Fekvése
A Mezőség déli részén, a Mezőségi-patak völgyében, Marosludastól 7 km-re északra fekszik. Eckentelep és Marosludas fogja közre.A Mezőségi-patak a falu határánál a Marosba ömlik.

## Népesség

### Etnikai és vallási megoszlás
- 1910-ben 563 lakosából 562 volt magyar anyanyelvű; 311 református és 240 római katolikus vallású.
- 2002-ben 795 lakosából 688 volt magyar és 107 román nemzetiségű; 423 református, 237 római katolikus, 104 ortodox és 28 adventista.

## Története
A magyar állam telepítette 1903–05-ben az ifj. Andrássy Gyulától vásárolt birtokon, hetven szétszórt, 24 holdas telekre, közös osztatlan szőlővel, legelővel és erdővel. A határt állami költségen felárkolták, alagcsövezték, akácokat ültettek, dióskerteket létesítettek, erdősítettek és mezei úthálózatot alakítottak ki. A telepesek között sokan bukovinai székelyek voltak Andrásfalváról és Istensegítsről, mások Erdély környező vidékeiről (mezőségi, marosszéki falvakból, Marosludasról, Sáromberkéről, Gernyeszegről stb.), a Jászságból, Újszentesről, Végvárról, Komárom, Esztergom, Tolna és Nyitra vármegyéből érkeztek. Andrássytelepre vegyesen római katolikusok és reformátusok települtek. Előbbiek számára 1909-ben Marosludason önálló plébániát szerveztek.
A különböző vidékekről érkezett telepesek kezdetben igencsak különböző gazdasági kultúrát képviseltek. Az északnyugat-magyarországiak érkeztek a legmodernebb földművelési ismeretekkel, és az erdélyiektől eltérően szívesebben tartottak lovat, mint szarvasmarhát. Az erdélyiek számára kiemelkedő jelentősége volt a tehéntartásnak és az ahhoz kapcsolódó takarmánytermesztésnek. Gondosan trágyáztak és sokszor hosszabb időt is a falutól távol töltöttek, marhával kereskedve. A bukovinaiak földje jövedelmezett a legrosszabbul. Fuvarozást vállaltak, faeszközöket használtak, állataik szabadon járkáltak az udvaron. Ezek a különbségek lassanként kiegyenlítődtek. A gabonaféléken és takarmánynövényeken kívül a lakosok dohányt és cukorrépát is termesztettek és kertészkedtek. Piacra jártak zöldséggel, gyümölccsel, tejtermékekkel és baromfival.
Az 1921-es földreform az államinak minősített földekből a közös használatúakon kívül egy-egy család birtokában csupán négy-öt kataszteri holdat hagyott meg, nagy részüket román háborús veteránoknak adta. A gazdák ezután hosszasan pereskedtek a kisajátítás ellen, kevés eredménnyel. Időközben elkezdték visszavásárolni elvett földjeiket. 1952-ben Eckenteleppel közös termelőszövetkezetet hoztak létre. Az 1970-es években nagyrészt ide települtek a pusztulásra ítélt Mezőalbisitelep református magyar lakói. 1984 és 86 között, részben az ottani korábbi templom anyagából épült fel református temploma.

## Látnivalók
- Az Esztány Győző tervezte római katolikus templom 2004 és 2009 között épült.[3]
- A református templom restaurált formáját Kali Ellák tervezte 2012-ben. A templom felszentelésére 2014. máj. 27-én került sor.
- Gyönyörű kilátás nyílik szántóföldnek használt dombjairól a falura.
- Néprajzi múzeuma 2011-ben nyílt meg Kali Tünde magyartanár, néprajzkutató, református lelkipásztor vezetésével és Kali Anna közreműködésével.
- 2014-ben került sor a 3. „Telepi napok”-ra.

## Oktatás
- A magyar nyelvű oktatás a településen 2013-ban megszűnt. A gyerekek Marosludasra járnak iskolába.[4]
- Az iskola épületének múzeummá való átalakítása még folyik.